# Dècada del 810 aC
La dècada del 810 aC comprèn el període que va des de l'1 de gener del 819 aC fins al 31 de desembre del 810 aC.

## Esdeveniments
- 817 aC: Petubastis I[cal citació]
- 814 aC: fundació de Cartago (segons la tradició)